# 東八潮緑道公園
東八潮緑道公園（ひがしやしおりょくどうこうえん）は、東京都品川区東八潮にある都立の海上公園（東京都港湾局所管）である。

## 概要
西側で潮風公園、東京国際クルーズターミナルと、東側で青海北ふ頭公園と隣接する東西に細長い緑道公園。船の科学館とも隣接し、ジョギングや散歩を楽しむ人のコースの一部でもある。（下記参照）
園内には、遊歩道に沿って草花やベンチがあり、東京国際クルーズターミナルに徒歩や自転車で訪れる場合はこの遊歩道を経由する。以前は公園沿いの海に日本初の南極観測船「宗谷」が停泊していたが、東京国際クルーズターミナルの整備により、青海北ふ頭公園側に移動した。
通年入園自由で無料。トイレは無いが隣の青海北ふ頭公園に有る。

### 散歩・ジョギングコース
信号が無い・車が通らない・夜でも比較的明るい・景色が良い・通路が整備されているなどという点から、下記のコースは犬の散歩・ウォーキング・ジョギング・サイクリングなどの定番コースである。下記コースは全て隔たり無く連結している。徒歩では片道1時間程度。ただし台場公園はサイクリング不可。
- 台場公園⇔お台場海浜公園⇔潮風公園⇔東八潮緑道公園⇔青海北ふ頭公園⇔青海南ふ頭公園

## アクセス
鉄道
- ゆりかもめ：東京国際クルーズターミナル駅から徒歩3分。

バス
「東京国際クルーズターミナル駅前」から徒歩2～3分。
- 都営バス
  - 海01
  - 波01
  - 波01出入
  - 急行05
  - 急行06

## 周辺施設
- 東京国際交流館
- 日本科学未来館
- 東京湾岸警察署